# Đại hội Thể thao Đông Á
Đại hội Thể thao Đông Á là một sự kiện thể thao được tổ chức bởi Hiệp hội Đại hội Thể thao Đông Á (EAGA) mỗi bốn năm bắt đầu từ đại hội đầu tiên năm 1993. Đây là sân chơi giữa các quốc gia trong khu vực Đông Á, cũng như quốc đảo Guam thuộc Thái Bình Dương. Kazakhstan, một quốc gia Trung Á, đã từng là thành viên của đại hội này.

## Các quốc gia tham dự
Các quốc gia hiện tại đang tham gia EAGA:
- Guam
- Hồng Kông
- Nhật Bản
- Ma Cao
- Mông Cổ
- Bắc Triều Tiên
- Nam Triều Tiên
- Trung Hoa Đài Bắc
- Trung Quốc

Kazakhstan là cựu thành viên của Đại hội. Quốc gia này chấm dứt tranh tài khi chính thức trở thành thành viên mới của Ủy ban Olympic châu Âu. Hiện tại, Kazakhstan đang là thành viên Hội đồng Olympic châu Á (OCA) và tham gia vào Đại hội Thể thao Trung Á.

## Các kì đại hội
| Năm  | Đại hội | Đăng cai   | Thời gian                | Số NOC | VĐV   | Môn thi | Nội dung |
| ---- | ------- | ---------- | ------------------------ | ------ | ----- | ------- | -------- |
| 1993 | I       | Thượng Hải | 9 – 18 tháng 5           | 9      | 1.283 | 12      | ?        |
| 1997 | II      | Busan      | 10 – 19 tháng 5          | 9      | ?     | 13      | ?        |
| 2001 | III     | Osaka      | 19 – 27 tháng 5          | 10     | 2.804 | 15      | 201      |
| 2005 | IV      | Ma Cao     | 29 tháng 10 – 6 tháng 11 | 9      | 1.919 | 17      | 235      |
| 2009 | V       | Hồng Kông  | 5 - 13 tháng 12          | 9      | 2.377 | 22      | 262      |
| 2013 | VI      | Thiên Tân  | 6 - 15 tháng 10          | 9      | 2.422 | 24      | 254      |
| 2017 | VII     | Nagoya     |                          | TBD    | TBD   | TBD     | TBD      |

## Bảng tổng sắp huy chương
| Hạng | Quốc gia/Lãnh thổ | Số lần tham dự | Vàng | Bạc | Đồng | Total |
| 1    | Trung Quốc        | 6              | 626  | 396 | 285  | 1307  |
| 2    | Nhật Bản          | 6              | 288  | 326 | 395  | 1009  |
| 3    | Hàn Quốc          | 6              | 209  | 256 | 321  | 786   |
| 4    | Đài Bắc Trung Hoa | 6              | 57   | 139 | 188  | 384   |
| 5    | Hồng Kông         | 6              | 43   | 54  | 105  | 202   |
| 6    | Kazakhstan1       | 2              | 37   | 30  | 48   | 115   |
| 7    | CHDCND Triều Tiên | 4              | 30   | 50  | 77   | 157   |
| 8    | Ma Cao            | 6              | 23   | 30  | 53   | 106   |
| 9    | Mông Cổ           | 6              | 5    | 14  | 82   | 101   |
| 10   | Guam              | 5              | 0    | 1   | 4    | 5     |

- 1: quốc gia cựu thành viên

## Môn thi đấu
| Môn thi                | Môn thi                | 93 | 97 | 01 | 05  | 09  |
| ---------------------- | ---------------------- | -- | -- | -- | --- | --- |
| Thể thao nước          | Bơi lặn                | ?  | ?  | ?  | 52  | 10  |
| Thể thao nước          | Bơi lội                | ?  | ?  | ?  | 52  | 40  |
| Thể thao nước          | Bơi phối hợp           | ?  | ?  | ?  | 52  |     |
| Điền kinh              | Điền kinh              | ?  | ?  | ?  | 45  | 46  |
| Cầu lông               | Cầu lông               | ?  | ?  |    |     | 7   |
| Bóng rổ                | Bóng rổ                | ?  | ?  | ?  | 2   | 2   |
| Bowling                | Bowling                | ?  |    | ?  | 12  | 12  |
| Quyền Anh              | Quyền Anh              | ?  | ?  | ?  |     |     |
| Cờ thể thao            | Cờ thể thao            |    |    |    |     | 8   |
| Đua xe đạp             | Đua xe đạp             |    |    |    |     | 10  |
| Khiêu vũ thể thao      | Khiêu vũ thể thao      |    |    |    | 10  | 12  |
| Đua thuyền rồng        | Đua thuyền rồng        |    |    |    | 8   |     |
| Bóng đá                | Bóng đá                | 1  | 1  | 1  | 1   | 1   |
| Thể dục dụng cụ        | Thể dục dụng cụ        | ?  | ?  | ?  | 14  |     |
| Bóng ném               | Bóng ném               |    |    | ?  |     |     |
| Khúc côn cầu           | Khúc côn cầu           |    |    | •  | 2   | 2   |
| Judo                   | Judo                   | ?  | 16 | 16 |     | 18  |
| Karate                 | Karate                 |    |    |    | 13  |     |
| Đua thuyền             | Đua thuyền             | ?  | •  | •  | 8   | 13  |
| Bóng bầu dục bảy người | Bóng bầu dục bảy người |    |    |    |     | 2   |
| Bắn súng               | Bắn súng               |    |    |    | 15  | 4   |
| Quần vợt bóng mềm      | Quần vợt bóng mềm      | •  | ?  | ?  | 6   |     |
| Bóng quần              | Bóng quần              |    |    |    |     | 7   |
| Bóng bàn               | Bóng bàn               |    |    |    |     | 7   |
| Taekwondo              | Taekwondo              |    | ?  | ?  | 8   | 16  |
| Quần vợt               | Quần vợt               |    |    |    | 5   | 5   |
| Bóng chuyền            | Bóng chuyền            |    |    | ?  |     | 2   |
| Cử tạ                  | Cử tạ                  | ?  | ?  | ?  | 15  | 15  |
| Lướt ván buồm          | Lướt ván buồm          |    |    |    |     | 4   |
| Đô vật                 | Đô vật                 |    | ?  | ?  | 19  |     |
| Wushu                  | Wushu                  | ?  | ?  | ?  | 19  | 19  |
| Tổng                   | Tổng                   |    |    |    | 235 | 262 |

•: Môn trình diễn